# Liz Masakayan
Elizabeth Lee Masakayan (Cidade Quezon, 31 de dezembro de 1964) é uma ex-voleibolista indoor e de vôlei de praia estadunidense.Após a carreira de atleta dedicou-se a carreira de treinadora de vôlei de praia.

## Carreira
Integrou a Seleção Estadunidense na edição dos Jogos Olímpicos de Verão de 1988 em Seul, Coreia do Sul, ocasião que finalizaou na sétima colocação.
Já trilhando a carreira no vôlei de praia, no ano de 1994, na estreia da modalidade nos Jogos da Boa Vontade (Goodwill Games), formou dupla com Karolyn Kirby na conquista da medalha de ouro, competição que foi sediada em São Petersburgo, Rússia formou parceria com Elaine Youngs na conquista da medalha de bronze no Campeonato Mundial de Vôlei de Praia de 1999, em Marsella, França